# 川上正光
川上 正光（かわかみ まさみつ、1912年1月1日 - 1996年5月15日）は、日本の工学者。専門は電子回路学。第10代東京工業大学学長・初代長岡技術科学大学学長・第46代電子通信学会会長などを務めた。文化功労者。

## 経歴
栃木県大田原市生まれ。栃木県立大田原中学校（現在の栃木県立大田原高等学校）を経て、1935年に東京工業大学電気工学科を卒業して東京電気株式会社（現在の東芝）に入社し、無線機器の開発などを行なった。1948年、東京工業大学助教授に就任した。1949年に工学博士の学位（学位論文「振幅変調波の伝送に関する研究」）を取得した。1953年に教授、1969年に電子通信学会会長、1971年に工学部長。1972年に電子通信学会編集長を務め、停年退官した。翌1973年から4年間、同大学で学長を務めた。すずかけ台キャンパスの設立や、大学院理工学研究科の開設を推進した。1978年に長岡技術科学大学の初代学長となり、1月から3月までの三学期は講義を行なわずに研究に従事する三学期制や、企業に数カ月出向く実務訓練などユニークな制度を取り入れた。
また、様々な委員会に所属し、
- 郵政省電波技術審議会[2]
- 日本電信電話公社電気通信技術委員会
- 日本放送協会総合技術研究所放送技術研究委員会
- 文部省大学設置審議会[2]
- 文部省高等専門学校審議会

などの委員を務めた。
これらの功績から1972年に紫綬褒章、1974年にNHK放送文化賞、1982年に文化功労者として表彰を受け、1984年には勲二等旭日重光章に叙せられている。脳出血のため歩行困難となり、1996年5月15日に84歳で死去した。同日付で正四位に叙せられた。
研究面では電子回路の構成論の確立やアクティブフィルタの構成などに貢献した。また、教科書も精力的に執筆した。指導学生に元東京工業大学学長の内藤喜之などがいる。